# Poděbrady Walking 2024
Poděbrady Walking 2024 – 92. edycja międzynarodowych zawodów lekkoatletycznych w chodzie sportowym, który odbył się 6 kwietnia 2024 w czeskich Podiebradach. Zawody były zaliczane do cyklu World Athletics Race Walking Tour Gold w sezonie 2024.
W ramach zawodów o medale mistrzostw kraju w chodzie na 20 kilometrów rywalizowali Czesi, Irlandczycy oraz Słowacy. Ponadto w programie znalazły się konkurencje w niższych kategoriach wiekowych.

## Wyniki
| WL – najlepszy wynik na listach światowych w sezonie \| NR – rekord kraju \| PB – rekord życiowy \| SB – najlepszy wynik w sezonie |

### Mężczyźni
| Konkurencja:  | 1. miejsce        | Rezultat      | 2. miejsce  | Rezultat   | 3. miejsce  | Rezultat |
| Chód na 20 km | Perseus Karlström | 1:18:22 MR SB | Evan Dunfee | 1:18:41 SB | Caio Bonfim | 1:18:50  |

### Kobiety
| Konkurencja:  | 1. miejsce      | Rezultat      | 2. miejsce     | Rezultat   | 3. miejsce          | Rezultat   |
| Chód na 20 km | Kimberly García | 1:27:08 MR SB | Glenda Morejón | 1:27:21 SB | Antonella Palmisano | 1:27:27 SB |